# 장성 백양사 각진국사 복구 진영
장성 백양사 각진국사 복구 진영(長城 白羊寺 覺眞國師 復丘 眞影)은 전라남도 장성군 북하면 약수리, 백양사 성보박물관에 있는 조선시대 각진(覺眞)국사 복구(復丘)의 진영이다. 2008년 4월 11일 전라남도의 유형문화재 제290호로 지정되었다.

## 개요
장성 백양사를 세 번째로 중창한 각진(覺眞)국사 복구(復丘)의 진영으로 조선시대 후기, 1825년에 제작되었다. 각엄(覺儼, 1270-1355)은 휘(諱, 法名)는 복구(復丘), 자호(字號)는 무언수(無言叟), 시호는 각진(覺眞)국사이다. 월남사와 송광사에도 40여년간 주석하며 수선사 제13세 조사로서 대중을 지도하였고 정토사를 중창하였다.
이 진영은 화기에 따르면 1825년(道光 5년)에 선운사 내원암에서 조성하여 백양산 정토사(현재 백양사)로 이안되었음을 알 수 있다. 갸름하고 긴 얼굴을 한 스님은 의자 위에 우측을 향해 걸터앉은 의자상이다. 발밑에는 발을 올려놓은 상이 깔려있고 의자의 밑으로는 바닥깔개가 놓여있다. 왼손에 용두머리에 흰털이 달린 불자를 들고, 오른손은 의자 손잡이를 가볍게 쥐고 있다. 채색은 탈락이 많이 되어 있는데 청색의 장삼을 입고 붉은 색의 가사를 걸치고 있다. 장삼에는 검은색의 단이 대져있고 가사에는 화려한 꽃무늬 단이 대져있다. 의자는 등받이가 긴 나무로 만든 것으로 등받이는 초록색이고 테두리와 장식부분은 금색장식이 있다. 배경은 왼쪽 상단에 수묵으로 그려진 바위언덕이 표현되어 있는데 능숙한 솜씨이다. 바위절벽에 소나무가 그려져 있다. 그림을 그린 화승은 장유이다.
백양사의 각진국사 진영은 1825년에 제작된 작품이다. 화승은 장유로 널리 알려진 인물은 아니지만 작품의 수준은 좋은 편이다. 백양사의 각진국사 진영은 제작시기와 작가 등이 확실하게 확인할 수 있는 작품으로 의미가 깊다. 그리고 각진국사는 백양사를 중창한 대중창주로 백양사의 역사에는 매우 중요한 인물이다.

## 참고 문헌
- 장성백양사각진국사복구진영 - 국가유산청 국가유산포털